# Natabuela
Natabuela, offiziell: San Francisco de Natabuela, ist eine Ortschaft und eine Parroquia rural („ländliches Kirchspiel“) im Kanton Antonio Ante der ecuadorianischen Provinz Imbabura. Die Parroquia besitzt eine Fläche von 13,3 km². Die Einwohnerzahl lag im Jahr 2010 bei 5651. Natabuela ist in 17 Comunidades gegliedert.

## Lage
Der 2407 m hoch gelegene Ort Natabuela befindet sich in den Anden 3 km ostnordöstlich vom Kantonshauptort Atuntaqui sowie 8 km westlich der Provinzhauptstadt Ibarra. Natabuela ist Teil eines Ballungsraumes, der von Atuntaqui bis nach Ibarra reicht. Die Fernstraße E35 (Ibarra–Quito) führt an Natabuela vorbei. Die Parroquia verläuft als schmaler Streifen vom 8,5 km weiter südlich gelegenen Gipfel des 4610 m hohen Vulkans Imbabura 9 km nach Norden. Die maximale Breite in Ost-West-Richtung liegt bei etwa 2 km.
Die Parroquia Natabuela grenzt im Osten an die Parroquia San Antonio de Ibarra (Kanton Ibarra), im äußersten Süden an die Parroquia La Esperanza (Kanton Ibarra), im Westen an das Municipio von Atuntaqui sowie im Norden an die Parroquia Chaltura.

## Geschichte
San Francisco de Natabuela war ursprünglich ein Barrio in der Parroquia San Antonio de Ibarra. Am 31. Mai 1935 wurde Natabuela zu einer eigenständigen Parroquia.